# 메와르 왕국
메와르 왕국은 인도 아대륙의 라지푸타나 지역에 존재했던 독립 왕국으로, 이후 중세 인도의 주요 강대국이 되었다. 이 왕국은 초기에는 구힐라 왕조가, 후기에는 시소디아 왕조가 다스렸다. 이 왕국은 19세기에 번왕국이 된 후 우다이푸르국으로 알려지게 되었다.
초기 왕국은 오늘날의 인도 라자스탄주 중남부를 중심으로 이루어졌다. 북서쪽으로는 아라발리산맥, 북쪽으로는 아즈메르, 남쪽으로는 구자라트, 바가드, 말와 지역, 동쪽으로는 하도티 지역과 국경을 접하고 있었다.
메와르는 바파 라왈(서기 7세기)의 통치 기간에 처음 두각을 나타냈으며, 당시 많은 권력과 함께 인도 아대륙을 점령하려는 아랍 열강을 물리쳤다. 나중에 왕국은 프라티하라 제국의 봉신국이 되었고 말와와 차우한 왕국의 봉신이 되었다. 왕국은 서기 10세기 초에 독립 국가로 변모하여 이웃 정치들과 지속적으로 많은 전쟁을 벌였다. 라왈 자이트라의 치부터 메와르는 델리 술탄국의 지속적인 확장에 직면해 있었다. 그러나 1303년 술탄 알라웃딘 할지 휘하의 델리 술탄국 군대가 치토르가르를 포위하고 점령하면서 구힐라 왕조의 대부분이 사망했다.
이후 1326년 구힐라 왕조의 분파인 시소디아 왕조의 마하라나 함미르가 메와르를 재점령했으며, 1336년 싱골리 전투에서 델리 술탄국의 침략군을 격퇴하면서 확고한 입지가 확립되었다. 이 왕국은 향후 몇 년 동안 마하라나 쿰바와 그의 손자 마하라나 상가 치세에, 특히 메와르-말와 분쟁에서 말와 술탄국, 구자라트 술탄국, 델리 술탄국을 상대로 연이은 성공을 거두면서 북인도에서 가장 강력한 국가가 되었다. 또한 이웃 힌두교 왕국과 성공적으로 싸워 봉신화시켰다. 전성기에는 신드, 하리아나, 라자스탄, 구자라트, 마디아프라데시, 우타르프라데시의 일부를 지배했다. 칸와 전투에서 무굴 제국에게 패배한 이후 왕국은 쇠퇴했다. 그럼에도 불구하고 마하라나 우다이 싱 2세와 마하라나 프라탑은 무굴 제국의 확장에 계속 저항했다. 프라탑이 사망한 후 무굴 제국과 프라탑의 아들 라나 아마르 싱 1세 사이에는 끊임없는 투쟁이 이어졌고, 결국 메와르는 무굴과 화평을 맺어 무굴 제국의 봉신국이 되었다. 이 짧은 봉신국 기간 동안에도 라나 라즈 싱 1세와 그의 후계자들은 반란을 일으켜 무굴 황제에 대한 라토레 반란과 라푸트 반란(1708~1710)을 비롯한 수많은 성공적인 캠페인을 이끌었고, 결국 메와르는 더 큰 자치권과 권력과 함께 승리를 거두었다. 이후 왕국은 마라타 제국의 영향력 아래 들어갔고 차우트를 지불하기 시작했다. 1818년 영국의 종주권을 받아들여 1947년까지 번왕국으로 존속했으며, 그 후 부팔 싱은 인도 가입 증서에 서명하고 인도 연방에 가입했다.
메와르의 유산은 이슬람 침략에 맞서 장기간 투쟁한 데 있다. 왕국은 바파 라왈, 쿠만 2세, 라왈 자이트라, 마하라나 함미르, 마하라나 쿰바, 마하라나 상가, 마하라나 프라탑, 마하라나 아마르 싱, 마하라나 라즈 싱, 마하라나 파테 싱 등 고위급 왕과 파드마바티, 카르나바티 등의 왕비, 미라바이 등의 학자들을 배출한 것으로도 유명하다. 마라타 제국의 초대 차트라파티인 시바지는 자신이 시소디아 왕조의 후손이라고 주장했다. 메와르 왕국은 힌두교 국가이지만 자이나교와 불교도 후원했다. 메와르의 유산 중 라자스탄 문화유산으로는 쿰할가르, 아칼가르, 치토르가르, 나그다아하르, 라낙푸르 사원, 피콜라 호수, 라자만드 호수, 자이사만드 호수, 호수 궁전, 사하라 바후 사원, 키르티 스탐바 등이 있으며, 특히 트라야누스 기둥과 쿠트 미나르의 로마 및 이슬람 건축물과 비교되는 비제이 스탐바(인도의 라지푸트 예술의 보석으로 다양하게 묘사됨)가 있다. 호수의 도시이자 북인도에서 가장 큰 도시 중 하나라고도 알려진 우다이푸르는 메와르의 라나인 우다이 싱 2세에 의해 설립되었다.

## 지리

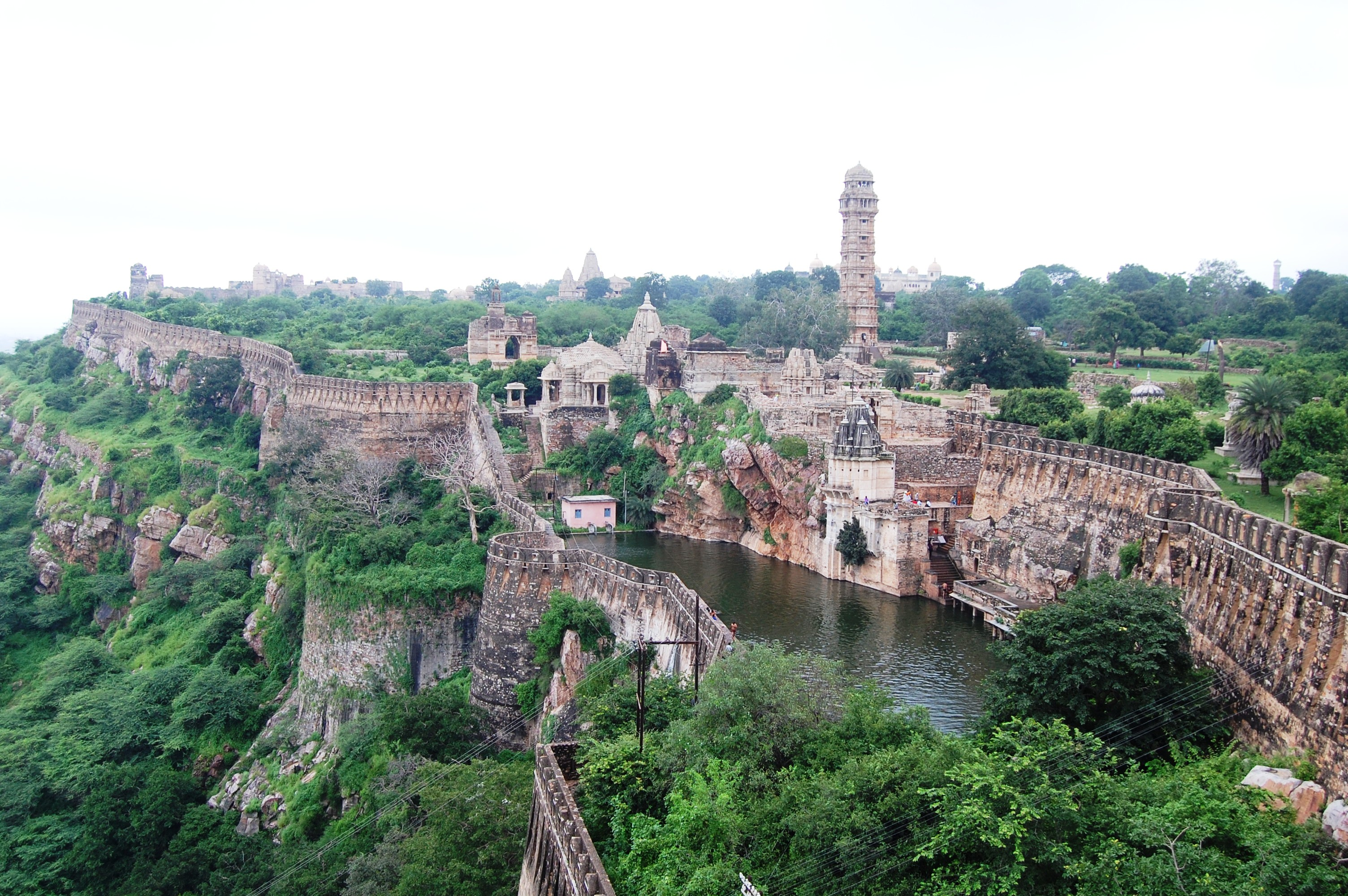
치토르가르 요새

메와르는 북서쪽으로 아라발리산맥, 북쪽으로 아지메르, 남쪽으로 구자라트주, 바가드, 말와와 접하며, 동쪽으로는 하도티 지역과 경계를 이룬다. 이 지역은 산악 지형, 고원, 바나스, 솜, 사바르마티강과 같은 강들이 있으며, 몬순 시기에는 더 울창해지는 건조 낙엽성 숲이 특징이다. 바나스강과 그 지류가 흐르는 중앙 평야는 검은색의 가볍고 양토질의 토양으로 되어 있어 면섬유, 옥수수, 사탕수수, 밀, 보리와 같은 작물을 지원하며, 카리프 작물과 라비 작물 모두에 적합하다. 이 평야의 평균 높이는 해발 약 600피트이다. 이러한 지리적 특성 덕분에 메와르는 제국주의 세력에 저항하며 독립을 유지할 수 있었으며, 유격전에 유리한 조건을 제공했다. 메와르의 국경은 1326년부터 1533년까지를 제외하고는 대체로 일관되게 유지되었으며, 이 시기 동안 왕국은 남쪽의 만두(말와 술탄국의 수도) 근처에서 북동쪽의 바야나까지, 서쪽으로는 인더스강 방향의 사막 지역까지 확장되었다. 따라서 북인도의 넓은 지역을 지배했다. 그러나 왕조 갈등과 무굴 제국 및 마라타 동맹과의 지속적인 투쟁으로 인해 왕국의 크기는 줄어들어 1941년에는 약 14,000제곱킬로미터의 면적을 차지하게 되었다. 인도 가입 증서 조약으로 메와르 영토는 라자스탄주와 병합되었다.

## 초기 역사와 전설

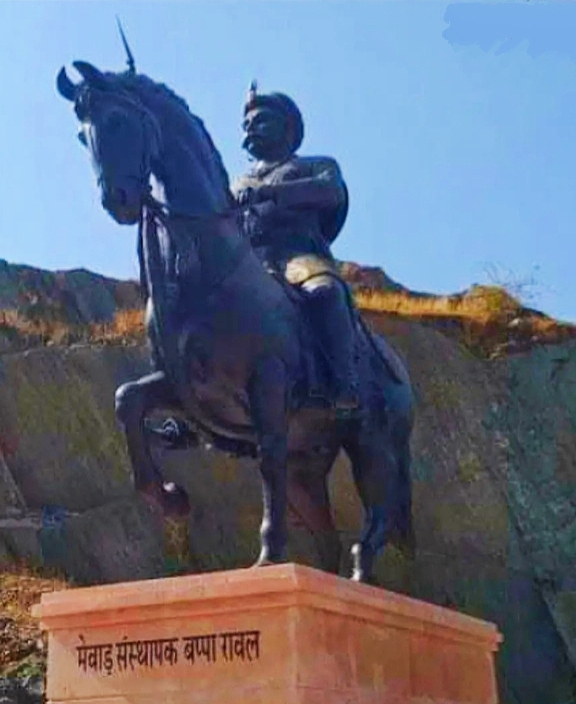
바파 라왈 상(728년경–763년경)

메와르 왕국의 기원은 잘 알려져 있지 않다. 원래 구힐라 왕조가 다스렸다. 구하다타는 7세기 왕국의 첫 통치자로 여겨진다. 8세기 초에는 지역 모리 통치자들의 봉신국이 되었다. 바파 라왈의 통치하에 왕국은 728년 모리 영주들로부터 치토르를 차지했다. 이 시기에 나그다는 메와르의 수도였다.
바파 라왈은 구르자라-프라티하라 왕조의 통치자 나가바타 1세와 연합하여 초기 아랍 칼리파국의 인도 침략을 막아냈다. 바파 라왈의 후계자인 쿠만 2세는 아랍의 침입에 계속 저항했다.
8세기부터 구힐라 왕조는 구르자라-프라티하라 왕조의 종주권을 인정했다. 10세기에 라왈 바르트리파타 2세는 독립적인 통치자가 되어 프라티하라 제국과 관계를 끊고 마하라자디라자 칭호를 취했다. 그의 후계자인 라왈 알라타는 당시 구르자라 프라티하라의 통치자 데바팔라를 살해했다.
구힐라 왕조는 11세기에는 말와 왕국의, 12세기에는 샤캄바리의 차하마나의 지배를 받았다. 구힐라 통치자 사만타심하는 바가드에 또 다른 구힐라 지부를 세웠고, 무이즈 알딘 무함마드 고리에 대항하는 제2차 타라인 전투에서 패배한 프리티비라자 3세와 함께 싸웠다.
13세기 동안 구힐라 왕조는 더욱 강력해지기 시작했고 차하마나의 통치로부터 독립했다. 튀르크족 침략자들의 여러 침략에 저항해야 했다. 결국, 1303년 델리 술탄 알라웃딘 할지가 메와르를 침공하여 치토르를 포위했다. 포위 공격에서 라나 라칸과 그의 일곱 아들이 전투에서 사망했으며, 여성들은 자우하르(집단 자살 의식)를 행했다. 그러나 아제이 싱은 재앙에서 살아남았고 나중에 함미르를 양육했다.

## 시소디아 왕조 치하에서의 재건

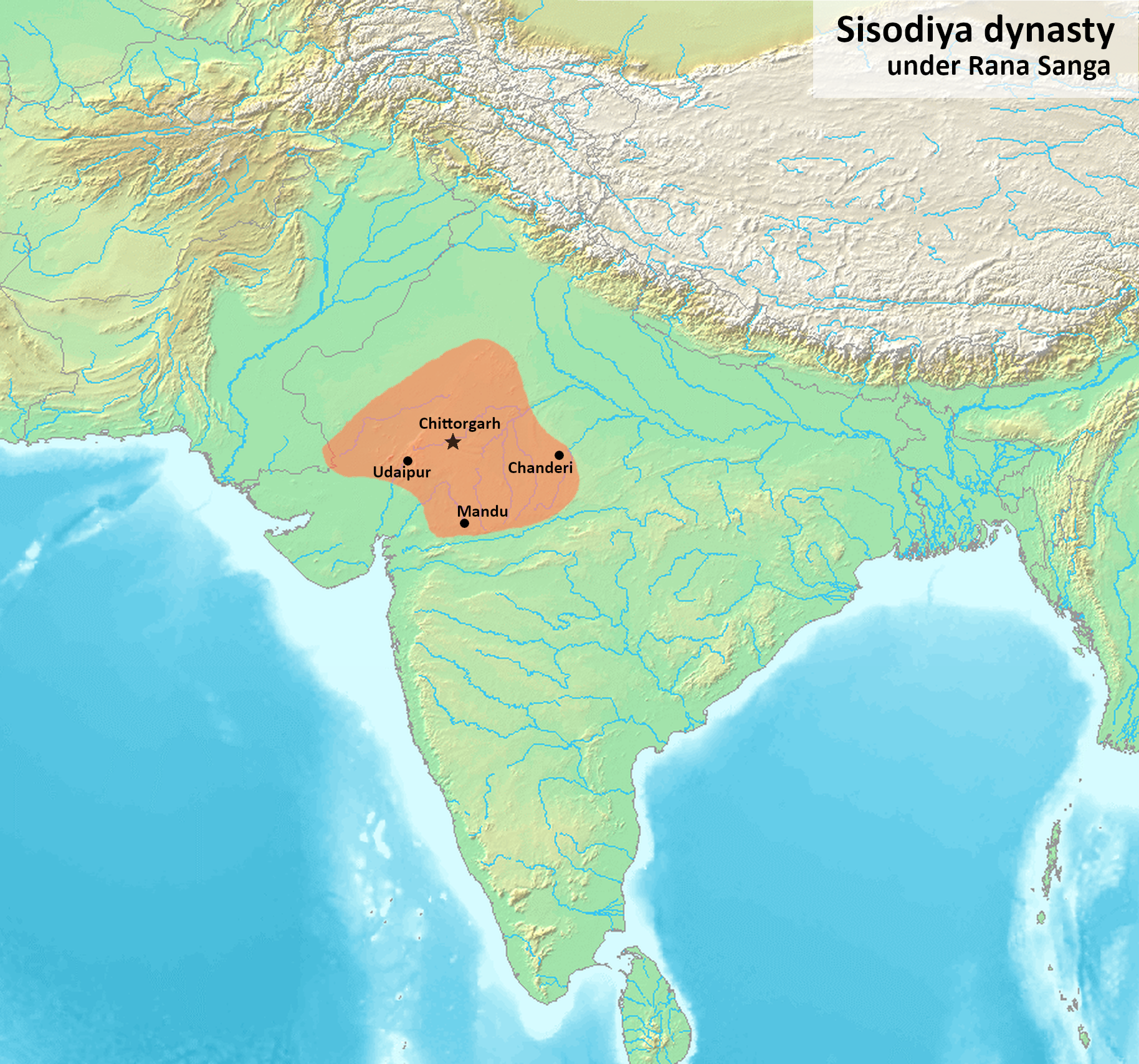
라나 상가의 통치 기간 동안 시소디아 왕조 하의 메와르 왕국의 최대 범위.

### 초기 확장 및 통합
1303년 알라웃딘 할지의 침공 이후, 구힐라 왕조는 멸망했다. 1326년, 시소디아 왕조(구힐라의 하급 분파)의 라하파 후손인 함미르 싱은 메와르의 통제권을 되찾으려 했으나, 초기 노력은 좌절되었다. 알라웃딘 할지의 아들 중 한 명인 히즈르 칸은 이주해야 했고, 차우한 왕조의 말데브 손가라가 메와르를 장악하여 함미르의 공격을 성공적으로 격퇴했다. 결국 함미르는 질와라 요새를 점령하고 켈와라에 기지를 세워 시로히국과 이달을 포함한 더 많은 영토를 점령할 수 있었다.
함미르는 나중에 치토르가르 요새를 되찾았고 싱골리 전투에서 제국의 델리 술탄국 군대를 물리쳤다.
라나 크셰트라 싱(1364-1382)은 왕국을 크게 확장하여 아지메르, 하도티, 만달가르를 점령했다. 그는 또한 말와 술탄국의 딜라와르 칸을 물리치면서 이달에서의 반란을 진압했다. 크셰트라는 라나 라카가 계승했는데, 그는 메르와르를 정복하고 이웃한 마르와르 왕국의 공주 중 한 명인 라오 란말 라토르가 왕위를 얻도록 도와 메와르의 영향력을 마르와르에 확립했다. 그는 또한 알라웃딘 할지의 침략으로 파괴된 메와르의 기반 시설을 재건했지만, 순례 세금을 확보하려는 전투에서 사망했다. 그의 통치 기간 동안 그의 장남 춘다 시소디아는 라카의 두 번째 부인이자 라토르 공주의 아들인 어린 남동생 모칼을 위해 왕위를 포기했다.
라카의 아들 모칼 싱은 어린 나이에 그의 어머니 한사 바이의 섭정하에 라나가 되었다. 그는 침략에 성공적으로 방어하고, 아지메르와 삼바르호를 합병했으며, 잘로레를 정복한 후 숙부들에게 암살당했다.

### 마하라나 쿰바

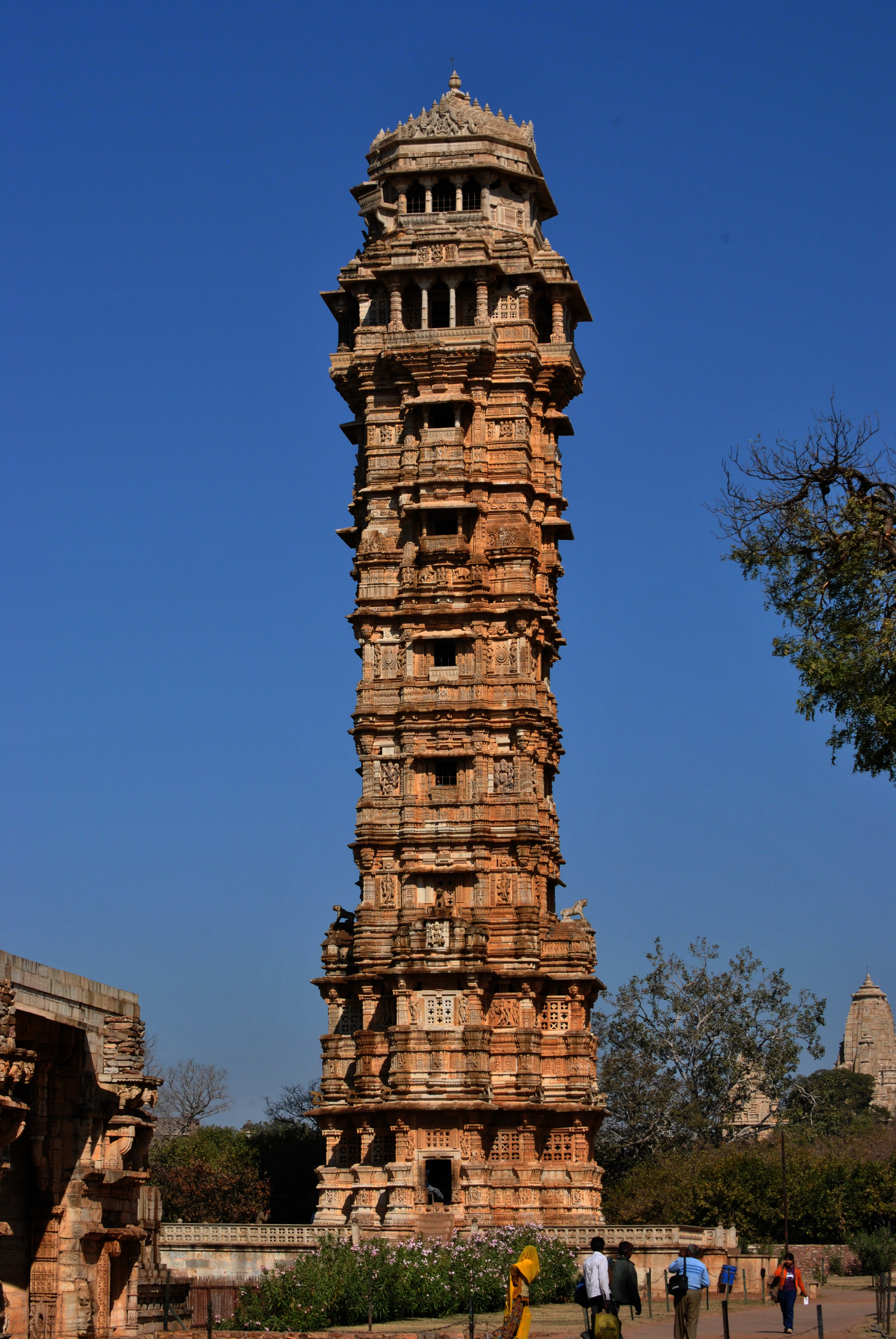
라나 쿰바가 1448년에 지은 비제이 스탐바는 치토르가르 요새 안에 있다.

아버지의 암살 후, 라나 쿰바는 1433년에 왕위에 올랐다. 그는 먼저 아버지의 암살자들을 처단했다. 그의 아버지가 왕이 되는 것을 도왔던 마르와르 왕국의 라오 란말 라토레의 지원을 받았다. 모칼 암살자 중 한 명인 마하파 판와르가 만두의 술탄에게 보호를 받자, 마하라나는 그의 신병 인도를 요구했지만 마흐무드 할지는 난민을 넘겨주기를 거부했다. 마하라나는 적대 행위를 준비하고 만두를 공격하기 위해 진격했다. 술탄은 강력한 군대를 이끌고 쿰바를 맞이했다. 격렬한 교전 후 술탄의 군대는 패배했고 술탄은 만두 요새로 도망쳐야 했다. 승리 후 라나 쿰바는 만두 요새를 포위하고 술탄을 사로잡았고, 나중에 풀려났다. 라나는 말와 술탄국으로부터 가그론, 란탐보르, 사란그푸르, 두르간푸르, 반스와라, 라이센 지역을 점령했다. 그는 또한 하도티 지역을 합병했다. 란말의 세력이 커지자 라나는 란말을 암살하고 마르와르까지 점령했다. 이후 술탄은 만달가르 및 바나스 전투에서 패배를 설욕하기 위해 여러 차례 시도했지만 매번 패배했다. 라나 쿰바는 나고르에서 힌두교도들이 가혹한 대우를 받자 나고르 정복을 시작했다. 나고르의 술탄의 아들 샴스 칸은 마하라나 쿰바에게 피난처와 도움을 요청했다. 나고르에 오랫동안 계획을 가지고 있던 라나 쿰바는 기꺼이 이 기회를 포착하여 샴스 칸을 나고르 왕위에 앉히는 데 동의했으며, 조건으로 그곳의 요새 성벽 일부를 철거하여 라나 쿰바의 우월성을 인정해야 했다. 샴스 칸은 조건을 수락했다. 라나 쿰바는 대군을 이끌고 나고르로 진격하여 구자라트로 도망친 무자히드를 물리치고 샴스 칸을 나고르 왕위에 앉히고 조건 이행을 요구했다. 그러나 샴스 칸은 마하라나가 떠난 후 귀족들이 자신을 죽일 것이라며 요새를 아껴달라고 겸손히 간청했다. 그는 나중에 직접 성벽을 철거하겠다고 약속했다. 마하라나는 이 간청을 허락하고 메와르로 돌아왔다.
그러나 라나 쿰바가 쿰발가르에 도착하자마자 그는 샴스 칸이 나고르의 요새를 철거하기는커녕 오히려 강화하기 시작했다는 소식을 들었다. 이로 인해 쿰바는 대군을 이끌고 다시 현장에 나타났다. 샴스 칸은 나고르에서 쫓겨났고, 나고르는 쿰바의 소유가 되었다. 마하라나는 이제 나고르의 요새를 철거하여 오랫동안 품어왔던 계획을 실행했다. 나고르 정복으로 잔글라우데샤와 사팔라크샤 지역도 그의 지배하에 들어왔다. 샴스 칸은 딸을 데리고 아마다바드로 도망쳤고, 딸을 술탄 쿠트브 웃딘 아마드 샤 2세와 결혼시켰다. 술탄은 이에 그의 편을 들어 라이 람 찬드라와 말리크 가다이 휘하의 대군을 보내 나고르를 되찾으려 했다. 라나 쿰바는 군대가 나고르에 접근하도록 허락한 후 나와서 격렬한 교전 끝에 구자라트 술탄국 군대에 치명적인 패배를 안겨 전멸시켰다. 그 잔존 병력만이 술탄에게 재앙 소식을 전하기 위해 아마다바드에 도착했다. 술탄은 이제 마하라나로부터 나고르를 되찾기로 결심하고 직접 전장에 나섰다. 마하라나는 그를 맞이하기 위해 아부산으로 진격했다. 1513년(서기 1456년) 구자라트 술탄은 "치토르를 점령할 희망을 버리고" 아부 근처에 도착하여 그의 총사령관 말리크 샤반 이마드 울물크에게 대군을 주어 아부 요새를 점령하게 했고, 자신은 쿰발가르 요새로 진격했다. 쿰바는 이 계획을 알고 나와서 공격하여 "이마드 울물크를 대살육으로 물리쳤다" 그리고 술탄이 도착하기 전에 쿰발가르로 강행군했다. 그는 또한 아부산과 시로히 지역을 정복했다. 쿰바에게 반복적으로 패배한 후 구자라트, 말와, 나고르의 술탄들은 메와르에 대한 합동 작전을 준비하고 전리품을 나누기로 했다. 구자라트 술탄은 쿰발가르로 진격했지만 그곳에서 패배했다. 나고르도 패배했다. 말와 술탄은 아지메르까지 메와르 영토를 차지했지만 구자라트와 나고르 술탄의 패배를 본 후 라나 쿰바가 잃었던 영토를 되찾도록 허락했다.

### 마하라나 라말
그는 자와르, 다림푸르, 판가르 전투에서 우다이 싱 1세를 물리치고 권력을 잡았다. 라말의 통치 초기, 말와의 기야트 샤는 치토르를 공격했지만 실패했다. 곧이어 기야트 샤의 장군 자파르 칸이 메와르를 공격했지만 만달가르와 카이라바드에서 패배했다. 라말은 라오 조다의 딸 싱가르데비와 결혼하여 라토레와의 갈등을 종식시켰다. 라말의 통치 기간 동안 고드와르, 토다, 아지메르는 그의 아들 프리티비라지 시소디아에게 점령되었다. 라말은 또한 메와르의 주를 강화하고 치토르에 있는 에클링지 사원을 수리했다.

### 마하라나 상가
아버지의 죽음 이후, 상그람 싱은 1509년에 왕위에 올랐다. 1517년경 마흐무드 할지 2세가 통치하던 말와 술탄국에서는 메디니 라이의 손에 너무 많은 권력이 집중되어 많은 무슬림 귀족들을 불쾌하게 했다. 결국, 마흐무드 자신은 메디니 라이를 제거하기 위해 구자라트 술탄에게 도움을 요청했다. 라이의 아들이 사망한 만두가 포위되면서 전쟁이 시작되었다. 상가는 메디니 라이를 지원했고, 이에 가그론을 공격하여 점령한 후 메디니 라이를 말와에서의 이전 영토를 대체하여 통치자로 임명했다.
1518년, 이브라힘 로디가 델리의 왕위에 올랐다. 그는 상가가 술탄국의 영토를 침범하고 있음을 깨닫고 두 차례의 큰 전투에서 상가와 교전했다. 술탄은 카톨리와 돌푸르에서 패배했고, 그 결과 상가는 찬데리까지 북동 라지푸타나 전체를 점령할 수 있었다. 이 패배는 새로운 술탄에게 굴욕적인 좌절이었는데, 그는 제국 내분으로 인해 많은 영토를 잃었기 때문이다. 카톨리 전투에서 상가는 칼에 팔을, 화살에 다리를 맞아 다리를 절게 되었다.
1518년 마흐무드 할지 2세는 다시 대군을 모아 가그론을 통해 메와르를 침공했다. 이어진 전투에서 마하라나는 결정적인 승리를 거두었고, 할지를 포로로 잡았으며, 의사를 보내 할지를 돌보게 한 후 나중에 그를 만두 왕국으로 돌려보냈다. 1520년, 상그람은 구자라트 술탄국과 격렬한 교류 후 이다르와 구자라트 술탄국을 공격하기로 결정했다. 이어진 전역에서 라나는 이다르를 완전히 점령했을 뿐만 아니라 아마다바드를 습격하여 막대한 전리품을 가지고 돌아왔다.
아마다바드를 약탈한 후, 말와와 구자라트 술탄은 1521년에 라나를 상대로 대규모 병력을 동원했고, 라나는 모든 라지푸타나와 연합했다. 결국 대규모 동원은 소용이 없었고, 상가는 뛰어난 외교술로 술탄을 위협할 수 있었다. 같은 해, 이브라힘 로디는 라나를 공격하려 했으나 다시 실패했다. 이 시기에 상가의 권력은 절정에 달했다. 그는 구자라트와 델리를 철저히 물리쳤고, 말와를 크게 점령했으며, 나머지 라지푸타나 지역과 동맹을 맺었다.
1526년, 바부르가 침공하여 이브라힘 로디를 물리치고 살해했다. 이로써 무굴 제국의 기반은 로디 제국의 잔재에서 시작되었다. 성공적인 소규모 전투와 바야나에서 무굴군을 물리쳤음에도 불구하고, 상가는 무굴군의 화약 사용으로 인해 수적 우세에도 불구하고 심각한 역전을 겪었다. 그는 전투에서 부상을 입었고, 암베르의 프리티비라지 싱 1세와 마르와르의 말데오 라토레에 의해 의식불명 상태로 전장에서 옮겨졌다. 그의 장군들은 칸와 전투에서 패배한 후 바부르를 물리치려는 의지를 버리지 않자 결국 그를 독살했다.
상그람이 죽은 후, 그의 아들 라탄 싱 2세가 장군들에 의해 왕위에 올랐다. 상그람이 크게 물리쳤던 마흐무드 할지는 주(週) 라나의 기회를 포착하여 침략하려 했지만 크게 패배했고, 반격에서도 패배했다. 1531년, 그는 전투에서 사망했다. 그의 동생 라나 비크라마디티야가 어린 나이에 그를 계승했지만 인기가 없었다. 그의 통치 기간 동안 메와르는 구자라트의 바하두르 샤에 의해 침략당했다. 그의 사촌 반비르 싱 켈와는 1534년에 메와르를 암살하고 6년 동안 왕위를 찬탈했다. 반비르는 비크라마디티야의 동생 우다이도 살해하려 했다. 그러나 우다이의 유모 판나 다이는 자신의 아들을 우다이의 침대에 눕혀 아들을 죽게 하고 왕위 계승자를 구했다.
1540년, 성인이 된 우다이는 치토르를 점령하고 반비르를 떠나게 했다. 그는 우다이 싱 2세가 되었다.

## 무굴 제국에 대한 쇠퇴와 투쟁

### 우다이 싱 2세

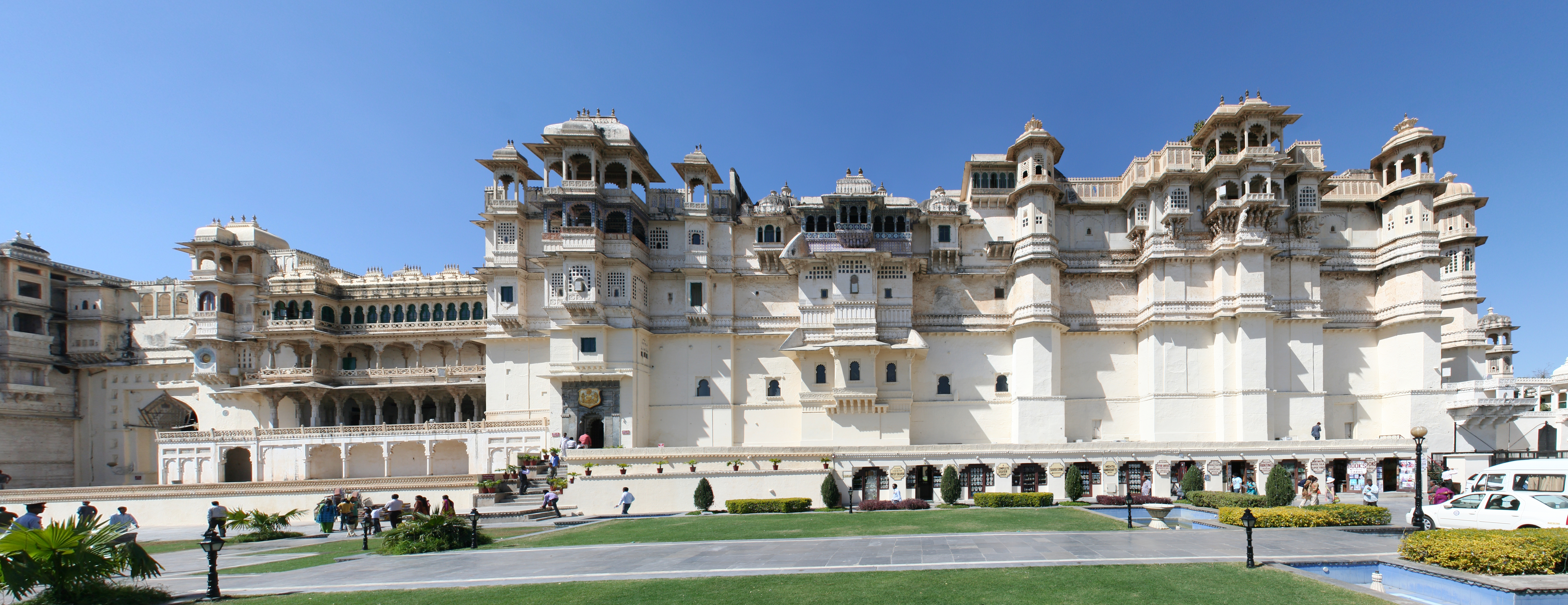
우다이푸르 시티 팰리스(전면)

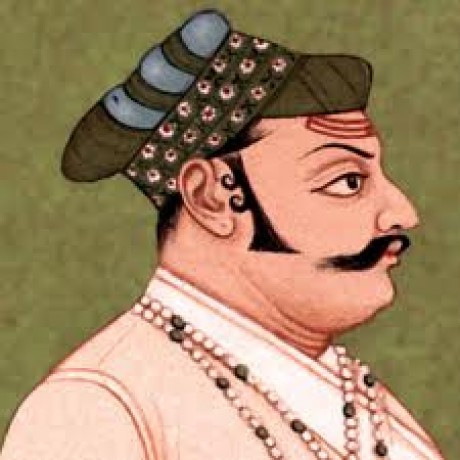
우다이 싱 2세는 무굴 제국과의 수십 년간의 투쟁을 시작했다.

통치 초기에 말데브 라토르는 메와르를 침공했지만 실패했다. 1557년, 그는 하람마드 전투에서 하지 칸과 말데오 라토르의 연합 침공에 의해 패배했다. 그는 우다이푸르를 건설한 것으로 가장 잘 알려져 있다. 이 도시는 인도의 페르시아 침략자들이 화약을 사용하여 설계되었다. 그는 사람들을 도시에 정착시키고 요새도 건설했다.
그의 통치 기간 동안, 바부르의 손자인 악바르는 사절을 보내 마하라나가 자신의 종주권을 받아들이도록 많은 노력을 기울였다. 우다이 싱이 모든 제안을 거부하자 악바르는 메와르를 침공하는 것을 고려했다. 우다이 싱은 자신의 요새를 믿었는데, 그 요새들은 과거 수십 년 동안 통치자들을 방어했으며 매우 강력했기 때문이다. 그는 장군들로부터 방어에 필요한 조치를 취한 후 치토르의 구릉 지역으로 후퇴하라는 조언을 받았고, 그는 이에 따랐다.

#### 치토르 포위전 (1567년)
악바르는 치토르 요새를 포위하고 직접 공격을 시작했다. 이러한 공격이 아무런 피해를 주지 못하자 그는 사바트(접근 참호) 건설을 명령했다. 라지푸트 방어군은 이 사바트 건설자들에게 화살과 포탄을 쏟아부었지만 결국 사바트 건설은 완료되었다. 이 사바트에 폭발물이 설치되어 견고한 치토르 성벽을 파괴했고, 폭발로 일부 성벽이 무너졌지만 라지푸트군은 빠르게 그 틈을 메웠다. 이 폭발로 수백 명의 무굴 병사가 사망하고 돌이 수 마일 떨어진 곳까지 날아갔으며, 멀리 떨어진 마을에서도 폭발음이 들렸다. 다른 성벽 앞에도 여러 개의 사바트가 건설되었다. 이 폭발은 많은 무굴 병사들과 악바르 자신에게도 낙담을 안겨주었지만 포위는 계속되었다. 전투 중, 메와르군의 사령관 자이말 라토레는 악바르에게 총살당했고, 그 직후 치토르의 문이 뚫리면서 힌두 병사들은 죽음을 각오하고 싸웠다. 요새의 여성들은 자우하르를 행했다. 곧 요새는 점령되었고, 악바르는 요새 주민 약 3만 명을 학살하라고 명령했다. 우다이 싱 2세는 4년 뒤인 1572년에 사망했다.

### 마하라나 프라탑 싱

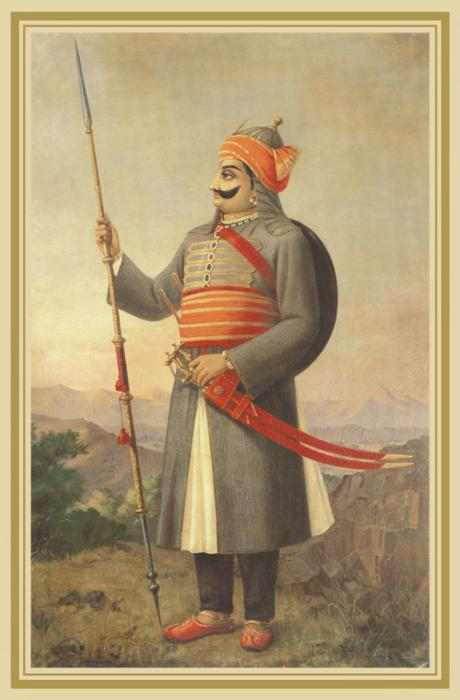
마하라나 프라탑 (1540–1597), 라자 라비 바르마의 초상화

우다이는 둘째 아들 작말 싱이 자신의 뒤를 잇기를 바랐으나, 그가 죽은 후 장남인 마하라나 프라탑이 장군들에 의해 왕위에 올랐다. 1568년 무굴군이 치토르에 입힌 피해는 프라탑이 악바르에게 어떤 양보도 할 의사가 없었음을 의미했다. 그는 무굴군을 아버지와 할아버지가 저항했던 침략자로 보았다. 1년 안에 만 싱, 바그완트 다스, 토다르 말과 같은 최고 무굴 관료들의 외교 임무는 프라탑에게 무굴의 지배를 받아들이고, 무굴 궁정에 출두하며, 조공을 바치고, 만사브다르로 입대하도록 설득하는 데 실패했다.

#### 할디가티 전투
프라탑은 곧 대규모 전투를 준비하기 시작했다. 그는 치토르가 탈환될 때까지 요새에서 물러났고, 왕국 내에서 은과 금의 사용을 금지했으며, 무굴군이 자신의 영토에서 보급품을 얻는 것을 막기 위해 작물 재배를 금지했다. 대규모 전투는 할디가티 전투의 형태로 찾아왔는데, 악바르는 만 싱을 프라탑이 이끄는 메와르군에 대항하여 보냈다.
프라탑은 먼저 군대의 중앙을 공격하여 무굴군을 후퇴시켰다. 메와르군 또한 무굴군의 좌익과 우익을 돌파할 수 있었다. 메와르가 승리할 것처럼 보였지만, 서서히 메와르군은 지쳐가기 시작했고, 무굴군 측의 미흐타르 칸은 케틀 드럼을 치며 황제 군대의 증원군이 도착했다는 소문을 퍼뜨려, 무굴군의 사기를 높여 전세를 역전시켰다. 메와르 병사들은 싸움을 포기하고 대거 탈영하기 시작했고, 결국 프라탑은 부상당해 전장을 떠나야 했다. 만 싱이라는 잘라 족장은 라나의 자리를 차지하고 그의 왕실 휘장을 일부 착용하여 무굴군이 그를 라나로 착각하게 만들었다. 만 싱 잘라는 결국 사망했지만, 그의 용감한 행동은 라나가 안전하게 후퇴할 시간을 충분히 벌어주었다.
다음 해인 1577년, 샤바즈 칸이 이끄는 악바르 군대는 라지푸트족에게 가장 중요한 요새 중 하나인 쿰발가르 요새를 공격했다. 치열한 포위 공격 동안 프라탑은 요새를 그의 장군들에게 맡겨야 했고, 그들은 1578년 4월까지 요새를 방어하다가 격렬한 전투 끝에 무굴군에게 패배했다. 쿰발가르가 함락된 후 프라탑은 샤바즈 칸에게 몇 년 동안 추격당하며 잡히려고 했지만 여러 번 탈출했다. 나중에 그의 장군 바마샤의 도움으로 군대를 보충할 수 있었다.

#### 데와이르 전투
몇 년간의 준비 끝에, 프라탑의 아들 아마르 왕자는 1582년 데와이르 전투에서 무굴 사령관 술탄 고리를 물리쳤고, 1583년 프라탑은 압둘라 칸으로부터 쿰발가르를 탈환했다. 다음 몇 년 동안 악바르의 프라탑 추격은 느슨해졌고, 그는 자신의 제국에 집중하기 시작했다. 프라탑은 치토르가르와 만달가르를 제외한 메와르의 모든 중요한 요새를 점령할 수 있었고, 이 요새들은 그의 남은 생애 동안 그의 통치하에 남아 있었다. 그는 1597년에 사망했다.

### 아마르 싱

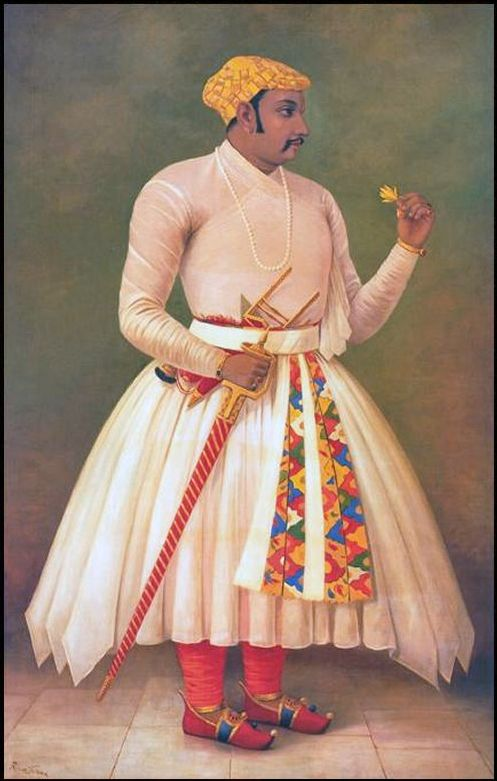
아마르 싱 1세는 무굴 제국과 조약을 체결한 라나였다.

프라탑의 38세 아들 아마르가 그의 뒤를 이었다. 1600년, 그의 왕국은 악바르의 아들 살림에 의해 침공당했으며, 이 전투에서 무굴군은 패배하고 술탄 칸 고리 같은 최고 장군들이 살해당했다. 악바르는 1605년에 메와르를 다시 침공하려 했으나, 그의 사망으로 침공은 중단되었다. 악바르 사후, 그의 아들 살림이 자한기르로 즉위하여 아들 파르비즈 휘하에 대군을 보내 메와르를 침공했다. 파르비즈에 맞서기 위해 아마르는 메와르의 언덕 지형에 있는 차완드에 새로운 수도를 건설했다. 그리고 무굴군에 대한 방어 준비를 했다. 1606년, 디와이르 전투에서 무굴군은 크게 패배했다. 이 시기에 아마르의 아들 사가르는 라지푸트족을 배신하고 무굴족에 합류했으며, 자한기르에 의해 치토르에 임명되었다. 1608년, 마하바트 칸 휘하의 대군이 만달과 치토르를 통해 메와르로 파견되었다. 이 군대는 라지푸트군의 지속적인 습격으로 크게 패배하고 후퇴해야 했다. 1609년, 마하바트 칸은 압둘라 칸으로 교체되었는데, 그는 1609년부터 1611년까지 여러 전투에서 메와르를 물리칠 수 있었다. 압둘라 칸의 공격으로 아마르 싱은 수도 차완드를 포기할 수밖에 없었다.
무굴군은 마하라나를 몇 년 동안 계속 추격했지만, 아무도 라나를 사로잡지 못했다. 그 후 1613년, 자한기르는 직접 라지푸타나로 와서 군사 작전을 감독했다. 그의 아들 쿠람이 현장에서 작전을 이끌었다. 라지푸트족은 라지푸타나의 언덕 지형에서 쉽게 피난처를 찾을 수 있었고, 무굴군은 대부분 그곳을 침투하는 데 실패했다. 그들은 마침내 1614년에 그곳을 침투하여 메와르군과 교전하고 전초기지를 세울 수 있었다. 자한기르는 마하라나와 합의를 이루기 위해 여러 차례 시도했고, 1615년 아마르 싱이 쿠람 왕자를 만나기로 동의하면서 마지막 시도가 성공했다.

#### 무굴 제국과의 조약
1615년 2월, 쿠람과 아마르 싱은 고군다에서 만났다. 마하라나와 왕자 사이에 조공이 교환되었다. 다음 조건들이 양측에 의해 수락되었다.
- 마하라나의 장남은 황제를 섬겨야 한다.
- 마하라나는 무굴군에 1,000명의 기병대를 제공해야 한다.
- 마하라나는 치토르가르로 돌아가려 시도해서는 안 된다.[92]
 마하라나의 후계자인 카란에게는 직위가 부여되었다. 다른 공식적인 명예와 직위도 교환되었다. 자한기르는 아마르와 카란 싱의 대리석 조각상을 데칸에 세우고 아그라의 정원에 설치했다.[93]

나머지 생애 동안, 아마르는 우다이푸르에서 시간을 보내며 왕국의 행정 개혁을 단행하고 왕국을 복구했다. 그는 1620년 60세의 나이로 사망했다.

## 후기 무굴 시대의 메와르
카란은 1620년에 그의 아버지 아마르의 뒤를 이었다. 그는 왕국을 개혁하고 무굴 지휘관들에 의해 훼손된 라나크푸르 자이나교 사원을 포함한 여러 사원들을 복구했다. 카란은 또한 1623년에 그의 아버지에게 반란을 일으켰을 때 쿠람 왕자를 도왔고 그에게 피난처를 제공했다. 카란은 자한기르에게 반란을 일으킨 마하바트 칸도 지원했다. 쿠람은 4개월 동안 머물렀고 마하라나와 터번을 교환했는데, 이것은 여전히 프라탑 박물관에 보관되어 있다. 1627년에 자한기르가 사망했을 때, 쿠람은 메와르를 통과하며 카란과 다시 만났다. 쿠람은 샤 자한으로서 무굴 황제로 즉위했다. 카란은 2개월 후에 사망했다.
카란 사망 후, 그의 아들 자가트가 1628년에 즉위했다. 그는 샤 자한으로부터 명예 의복을 받았다. 자가트는 둔가르푸르가 무굴 만사브다리 제도에 편입되었기 때문에 둔가르푸르를 침공했다. 그 결과 발생한 전쟁에서 둔가르푸르는 패배했고 그 통치자는 살해당했다. 그는 통치 기간 동안 유명한 자그 만디르 건설을 감독했다.

### 무굴 제국과의 관계 악화

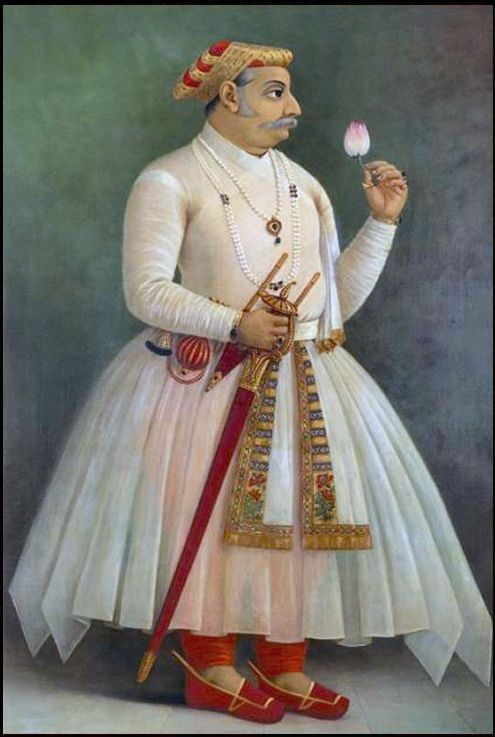
마하라나 라지 싱 (1629–1680)

자가트 싱은 24년간의 오랜 통치 끝에 사망했고, 그의 아들 라지가 그 뒤를 이었다. 자가트의 통치 말기부터 무굴-메와르 관계는 긴장 상태였다. 샤 자한은 라지 싱에게도 명예 의복을 보냈지만, 관계는 회복되지 않았다. 라지는 1615년 무굴-메와르 조약을 위반하며 치토르 요새를 계속 복구했다. 마하라나는 요새 주변에 성벽을 건설하고 무굴 제국에 제공하던 병력 규모를 줄였다. 마하라나는 문제 해결을 위해 무굴 제국에 외교 사절을 보냈다. 그러나 결국 샤 자한은 1654년 아들 아우랑제브와 손자 마흐무드에게 치토르를 침공하고 새로운 성벽을 철거하라고 명령했다. 결국 샤 자한은 무굴군을 철수시켰고, 합의 및 보증서가 교환되었다.

#### 왕위 계승 전쟁
1658년, 무굴 왕위 계승 전쟁이 벌어지고 있었고 라지 싱은 이를 틈타 무굴군을 침공하여 인근 지역을 성공적으로 약탈하고 약탈했다. 전쟁 내내 라지 싱은 싸우는 형제들 사이에서 중립을 지켰지만 다라 시코를 싫어하고 아우랑제브를 좋아했다. 그는 아우랑제브 왕자와 연락을 유지하고 좋은 관계를 유지했으며, 아우랑제브가 왕위 계승 전쟁에서 승리했을 때 그의 사절을 보냈다. 왕위 계승 전쟁 이후, 라지 싱은 아우랑제브의 호의를 얻을 수 있었고, 만달과 반사와라 영토를 수여받았으며, 직위도 부여받았다.

1658년, 라지 싱은 전통적으로 적의 영토에서 행해지는 의식적인 "티카다우르"를 명분 삼아 자신의 원정을 시작했다. 마하라나는 1658년에 여러 무굴 주둔지를 급습했다. 당시 무굴의 지배하에 있던 만달, 바네라, 샤흐푸라, 사와르, 자하즈푸르, 풀리아 등의 전초기지 및 영토에 세금을 부과하고 일부 지역을 합병했다. 그는 이어서 말푸라, 톤크, 차트수, 랄소트, 삼바르 호수 타운 파르가나를 공격했다. 그는 메와르 왕국을 이전보다 더 크게 확장했다.

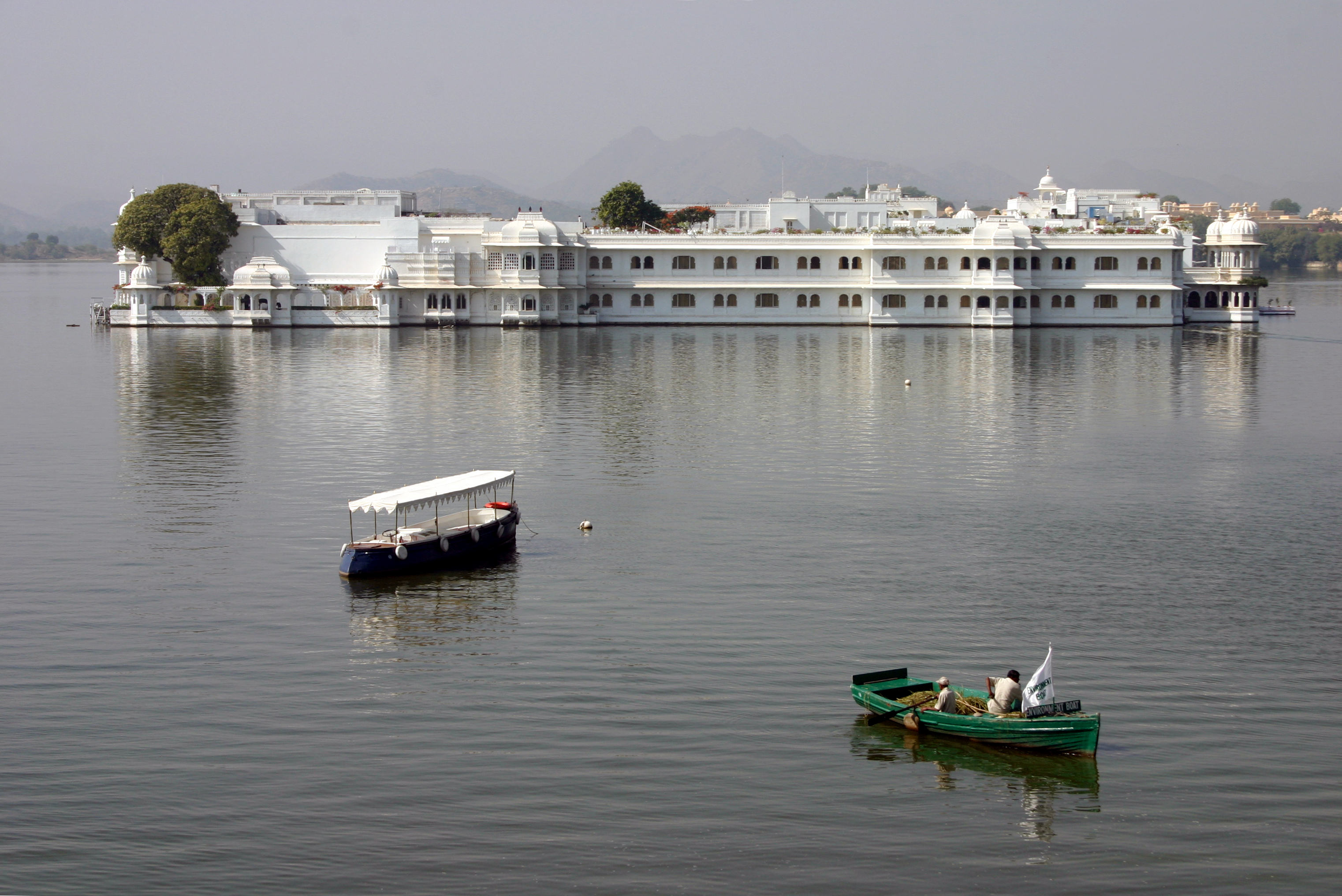
피콜라 호수의 레이크 팰리스

1660년, 라지 싱이 아우랑제브와 결혼하기로 되어 있던 차루마티와 도피하면서 무굴-메와르 관계는 더욱 악화되었다. 이는 적대적인 행위로 간주되어 메와르의 여러 영토가 몰수되었다. 이러한 몰수를 막기 위한 시도가 있었지만, 궁극적으로 실패했다. 그는 나중에 라지푸트 전쟁 (1679년–1707년)에도 참여하여 무굴 제국을 물리쳤다.

#### 힌두교도 압제
1660년대, 아우랑제브가 여러 중요한 힌두 사원들을 파괴하라고 명령했을 때, 라지 싱은 힌두교 상징물의 안전을 확보하기 위해 여러 노력을 기울였다. 구출된 유명한 상징물로는 1662년 우다이푸르 나타와다에 설치된 스리나트지가 있다. 1679년, 무굴 제국에서 비무슬림에게 자지야가 부과되었을 때, 라지 싱은 아마도 아우랑제브에게 편지를 써서 항의했을 것이다. 이러한 사건들은 무굴 황제와의 관계를 더욱 악화시켰다. 이 시기 동안 마하라나는 인접 영토를 계속 습격하고 약탈했다.

#### 라지푸트-무굴 전쟁 1679년 – 1707년

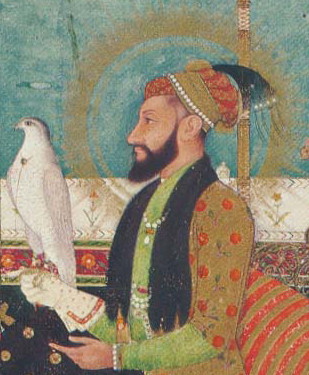
아우랑제브, 무굴과 메와르의 장기적인 갈등의 원인

1670년대 동안 아우랑제브는 라이벌인 라토레족과 교전 중이었다. 1679년, 라지는 아지트 싱 라토레에게 12개의 마을을 주었다. 아우랑제브는 라지에게 자신에게 충성하고 아지트를 지원하지 말라고 간청했지만, 라지 싱은 이에 따르지 않았다.
아우랑제브는 여러 장군들을 보내 라나와 싸우게 했지만, 라지 싱은 그들 모두를 물리쳤고, 결국 아우랑제브 자신이 전장으로 내려왔다. 전쟁 회의의 제안에 따라 라지는 우다이푸르를 비우고 도시를 버렸다. 1680년 1월, 무굴군은 우다이푸르에 도착하여 도시를 심하게 파괴했다. 하산 알리 칸 휘하의 무굴군 대규모 부대는 나인와라에서 패배했다. 언덕 지형에서 라지푸트족을 물리치기 어렵다고 판단한 아우랑제브는 1680년에 우다이푸르를 떠났다. 라지 싱은 무굴군과 말와군에 대한 기습 공격을 계속하여 그들을 두려움에 떨게 했다. 이러한 습격은 종종 무굴군에 심각한 혼란을 야기했다.
1680년 라지푸트-무굴 전쟁이 한창일 때, 라지 싱은 아마도 아우랑제브 충신들의 독살 또는 질병과 고열로 인해 사망했다. 그는 그의 아들 자이 싱이 계승했다. 자이의 통치하에 무굴에 대한 기습 공격은 계속되었다. 딜라이르 칸 휘하의 무굴군은 같은 해 메와르에게 패배했다.
라지는 아우랑제브의 아들 무함마드 악바르를 유혹하여 무굴 제국에서 반란을 후원하려 했다. 그의 시도는 사망으로 중단되었지만, 1681년 자이에 의해 성공적으로 실행되었다. 아우랑제브는 아들에게 라지푸트족을 파괴하기 위해 기만적인 협력을 계속하라고 지시하는 가짜 편지를 써서 이를 극복했다. 이 편지는 라지푸트족에게 가로채져 악바르와의 동맹이 속임수라고 믿게 만들고 그와 거리를 두게 했다. 곧 같은 해, 아우랑제브는 아들 무함마드 아잠을 통해 자이와 합의하여 악바르의 반란이 커지는 것을 막을 수 있었다. 1681년, 자이 싱은 자지야를 지불하고, 무굴 제국 휘하의 데칸으로 파견될 병력을 보내기로 동의했으며, 무함마드 아잠과의 회의에서 인근 지역의 여러 영토를 부여받았다. 합의 후, 직위와 명예가 교환되었다. 자이 싱은 부여받은 영토를 소유하지 못했고, 다음 10년 동안 그는 자지야 지불을 중단하여 황제에게 벌금을 부과했고, 아우랑제브는 다른 경우에 자지야 미납을 이유로 다른 영토를 빼앗아 그에게 벌금을 부과했다.
자이는 1698년에 사망했고, 그의 아들 아마르 싱 2세가 1699년에 그를 계승했다. 1699년, 아마르 싱 2세가 즉위하자마자 그는 둔가르푸르, 반스와라, 데발리야를 침공했다. 이 지역의 통치자들은 무굴 궁정에 정의를 호소했지만, 대부분의 경우 마하라나가 승리했다.
1707년, 아우랑제브가 사망하고 그의 아들들이 왕위 계승 전쟁을 시작했다. 이 전쟁 동안 아마르는 무아잠 왕자를 지원했고, 그는 나중에 전쟁에서 승리하여 바하두르 샤 1세로 즉위했다. 전쟁을 틈타 아마르는 푸르, 만달, 샤흐푸라와 같이 무굴의 지배하에 있던 부여된 도시들을 점령하기도 했다.

### 무굴 제국에 대항하는 삼중 동맹

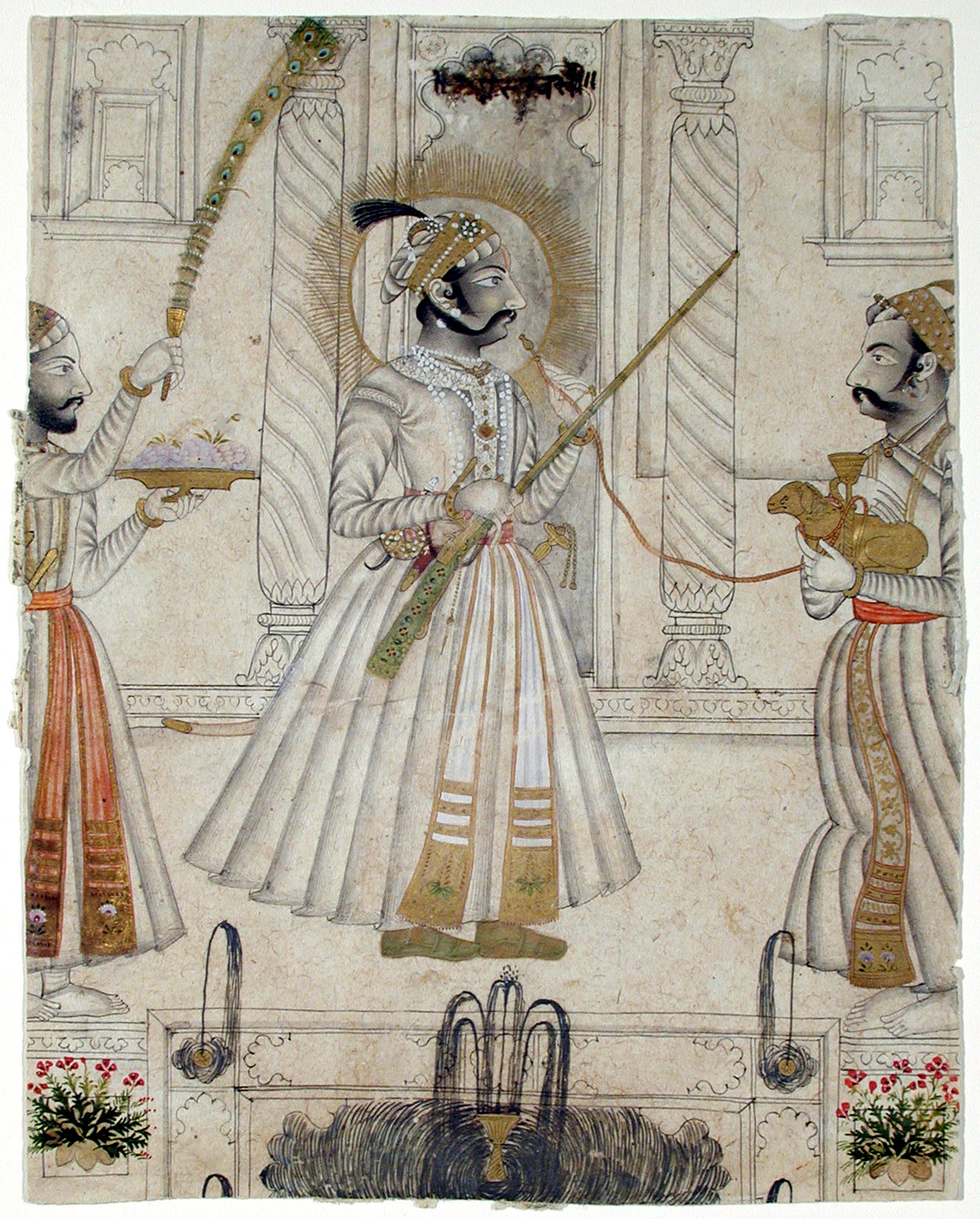
무굴-메와르 전쟁이 절정에 달했을 때의 메와르 통치자 아마르 싱

왕위 계승 전쟁 후, 바하두르 샤 1세는 암베르와 마르와르를 장악하려 했다. 이 주들은 1707년 아우랑제브 사망 후 상당한 영토를 점령했다. 바하두르 샤는 아무런 저항 없이 마르와르를 점령할 수 있었지만, 조드푸르와 암베르는 무력으로 점령해야 했다. 그는 이어서 아마르 싱 2세를 메와르 영토까지 추격했다. 아마르 싱은 암베르의 사와이 자이 싱과 딸 찬드라쿠마리를 결혼시켜 혼인 동맹을 맺었다. 아마르 싱, 아지트 싱, 자이 싱은 암베르와 마르와르를 되찾기 위해 삼중 동맹을 맺었다. 동맹의 연합 라지푸트군은 1708년에 암베르를 점령하려 했으나 실패했다. 그들은 또한 조드푸르를 점령하려 했고 성공했다.

#### 삼바르 전투
곧 삼바르 전투가 벌어졌고, 주요 무굴 지휘관들이 사망했으며 라지푸트족이 승리했다. 푸르와 만달은 메와르에게 재탈환되었다. 이 전투의 결과로 암베르와 마르와르 주는 복원되었지만, 통치자들은 구자라트와 카불에 배치되었는데, 그들은 이를 따르기를 거부했다.
정착 직후, 1709년, 아지트 싱, 자이 싱, 아마르 싱은 구자라트와 카불에서의 배치군을 진압하기 위해 70,000명의 기병으로 무굴 제국과의 대규모 전쟁을 준비하기 시작했다. 바하두르 샤는 그들을 전쟁을 시작하지 않도록 설득하려 했고, 협상이 절정에 달했을 때 아마르 싱 2세가 사망했다. 그의 아들 상그람 싱 2세가 그의 뒤를 이었다.

### 라나바즈 칸과의 전투
상그람 2세가 즉위하자마자 바하두르 샤 1세는 만달과 푸르 영토를 라나바즈 칸 메와티에게 부여했다. 상그람은 이 영토를 메와티에게 넘겨주지 않았고, 이로 인해 1711년 반단와라 전투가 발발했다. 이 전투에서 메와티는 사망했고, 상그람은 만달과 푸르를 유지했다. 바하두르 샤 1세의 어떤 보복 조치도 1712년 그의 사망으로 중단되었다.
곧, 바하두르 샤의 아들들 사이에 왕위 계승 전쟁이 벌어졌고, 결국 유일하게 살아남은 아들 자한다르 샤가 황제가 되었지만 8개월밖에 통치하지 못했으며, 사예드 형제의 도움으로 그의 사촌 파루크시야르에게 패배하고 살해당했다.

## 무굴 제국의 쇠퇴

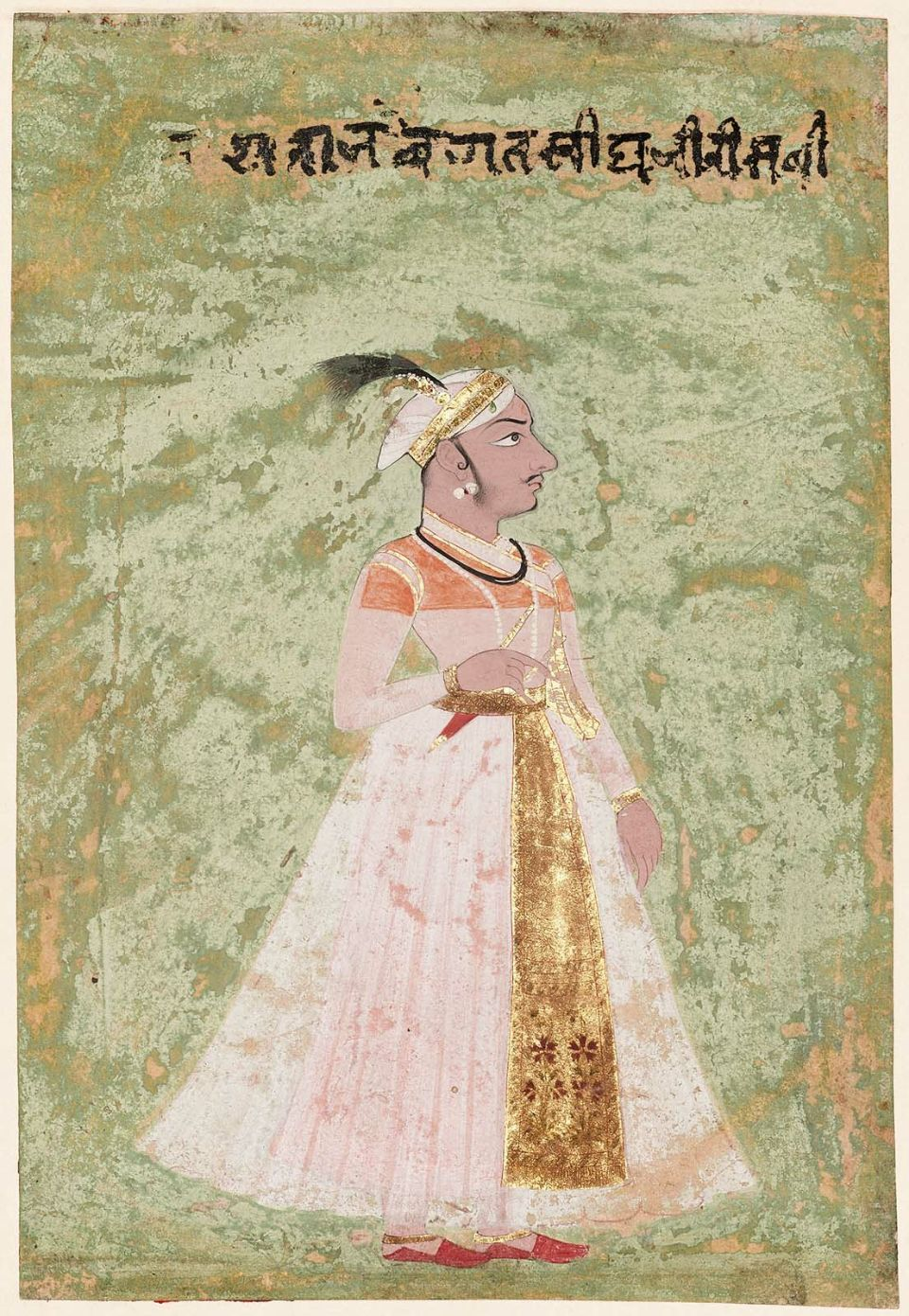
자갓 싱 2세는 마라타족과 동맹을 맺었는데, 이는 결국 재정적 파멸로 이어졌다.

곧 상그람은 파루크시야르와 좋은 관계를 맺었고, 전통에 따라 명예를 교환했다. 상그람은 이 통치자들로부터 막대한 조공을 징수했다. 그는 또한 1713년에 자신만의 주화를 주조할 수 있게 되었다.

## 마라타 제국의 영향

### 저항
1711년부터 상그람의 통치 기간 동안 마라타 제국은 둔가르푸르국, 반스와라국, 분디국에 있는 라지푸타나 주를 침략하기 시작했다. 그들은 첫 시도에서 격퇴되었다. 1710년대와 1720년대 내내 이러한 침략에 맞서 연합 전선을 형성하려는 여러 시도는 실패했다. 상그람 2세는 1734년에 사망했고 그의 아들 자갓 싱 2세가 뒤를 이었다. 마라타 제국에 대항하기 위해 메와르의 마하라나 자가트 싱은 1734년 후르다에서 라지푸트 통치자 회의를 소집했지만, 어떠한 합의도 이루어지지 않았다. 1735년, 무굴은 카마르 웃딘 휘하의 병력을 보내 마라타 제국의 침투를 막으려 했지만 실패했고 마라타 제국은 자이푸르에 도달했다.

### 종속
페슈와 바지 라오 1세는 자가트에게 조공세인 차우트 조건을 정하도록 설득하려 했지만 실패했다. 그러나 자가트는 계속해서 마라타 제국의 봉신인 홀카르에게 한 영토의 수입에 해당하는 금액을 지불했다. 1736년 2월, 페슈와는 마하라나 자가트와의 우호적인 방문을 준비하여 우다이푸르에서 그를 만났다. 이 회담에서 그는 마하라나로부터 차우트를 확보할 수 있었다. 그리하여 마라타족과 메와르 사이에 우호적인 관계가 수립되었다. 홀카르 가문의 도움으로 자가트는 그의 친척 마도 싱을 위해 자이푸르의 왕위를 확보할 수 있었다. 1750년, 왕위의 다른 경쟁자 이슈와리 싱은 마라타족의 재정적 압박으로 자살했고, 마도 싱은 왕위를 완전히 차지할 수 있었다. 마도는 자가트 싱의 막대한 투자 덕분에 겨우 살아남을 수 있었다.

### 재정 파탄

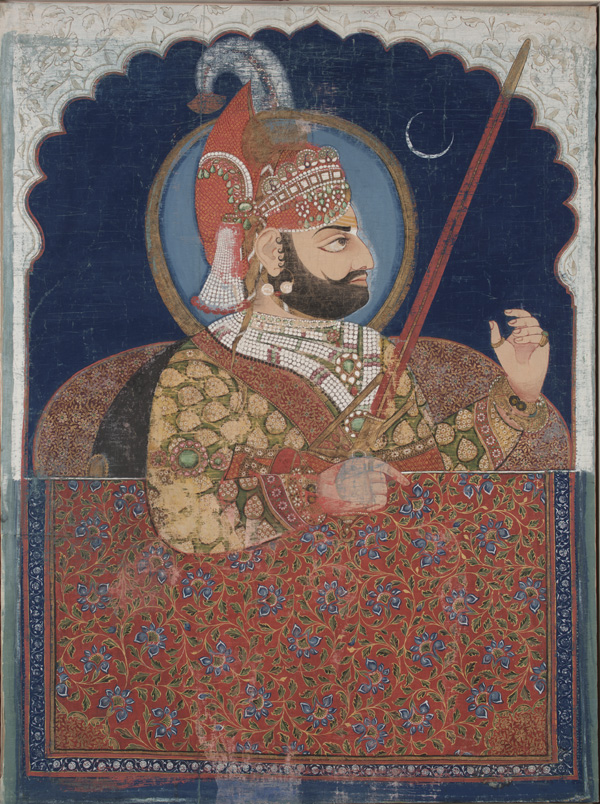
빔 싱은 메와르를 영국과 동맹시켰다.

자가트 싱은 1751년에 사망했고, 그의 투옥된 아들 프라탑이 뒤를 이었으나 그는 3년밖에 통치하지 못하고 1754년에 사망했고 그의 어린 아들 라지가 계승했다. 그의 통치 기간 동안, 마라타 제국의 지속적이고 증가하는 조공 요구는 메와르를 재정적으로 파괴했다. 라지는 7년밖에 통치하지 못하고 후계자 없이 사망했다. 이러한 재정 파탄은 그의 삼촌 아리의 통치하에서 계속되었는데, 그 통치하에서 메와르는 1761년부터 1773년까지 마라타 제국에 의해 여러 번 약탈당했다.
1773년 아리의 죽음 이후, 그의 미성년 아들 함미르가 마하라나가 되었고, 그의 통치 아래 많은 권력이 그의 어머니 사다르 칸와르와 그녀의 신뢰하는 보좌관 람 피아리에게 집중되었다. 함미르는 1778년에 사망했고 그의 동생 빔이 계승했다. 빔의 통치 기간 동안 메와르는 규제되지 않은 군대인 핀다리에 의해 여러 차례 약탈당했다.

### 빔 싱의 딸을 둘러싼 전쟁
빔 싱의 딸 크리슈나 쿠마리는 원래 마르와르 마하라자 빔 싱과 약혼했었지만 마하라나 빔의 부인인 자이푸르 공주는 크리슈나를 자이푸르 통치자 사와이 자가트 싱과 결혼시키라고 제안했다.

## 영국인의 영향

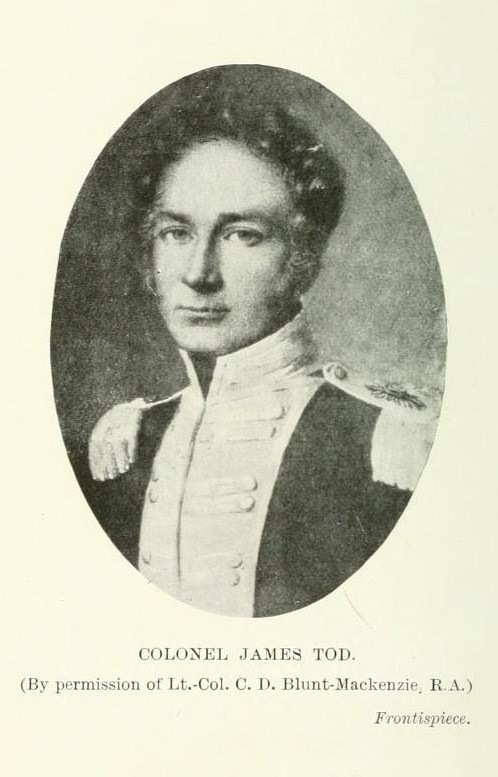
1818년부터 1822년까지 영국 동인도 회사 우다이푸르 정치 에이전트였던 제임스 토드

1818년까지 홀카르, 신데, 톤크국의 군대는 메와르를 약탈하여 빔 싱을 가난하게 만들었다. 이미 1805년에 메와르의 마하라나 빔 싱은 영국 동인도 회사(EIC)에 도움을 요청했지만 1803년 신데와의 조약으로 영국은 이 요청을 받아들일 수 없었다. 그러나 1817년까지 영국도 라지푸트 통치자들과 동맹을 맺기를 간절히 원했고, 1818년 1월 13일 메와르와 EIC 사이에 우호, 동맹 및 단결 조약이 체결되었다.
제3차 영국-마라타 전쟁 이후 조약에 따라 영국 정부는 메와르 영토를 보호하기로 합의했고, 그 대가로 메와르는 영국의 우월성을 인정하고 다른 주와의 정치적 연합을 자제하며 5년간 수입의 4분의 1을, 영원히 8분의 3을 조공으로 바치기로 합의했다.
콜. 제임스 토드는 우다이푸르의 EIC 정치 대리인으로 임명되었고, 그는 마하라나를 이 지역의 중심 인물로 재확립하기 위해 노력했다. 1818년 그의 카울남아는 마하라나를 그의 족장들 사이에서 "절대적 우위"로 확립했다. 콜. 토드는 1818년부터 1822년까지 정치 대리인으로 남아 있었고, 건강상의 이유로 사임했다.
EIC 하에서, 3년 이내에 메와르의 수입은 두 배 이상 증가했다. 그럼에도 불구하고, 이 수입은 메와르를 구하지 못했다. 1828년 빔 싱의 사망과 같은 해 그의 아들 자완 싱의 즉위로 메와르는 파산했다. 메와르는 또한 EIC로부터 많은 빚을 지고 있었다. 자완 싱은 주로 술을 마시는 데 관심이 있었고 행정에는 관심이 없었다. 그는 1838년에 후계자 없이 사망했고, 그의 왕위는 고위 귀족들 사이의 오랜 논의 끝에 마하라나 상그람 싱 2세의 아들 바고레의 나트 싱의 증손자인 사르다르 싱에게 제안되었다.
사르다르 싱은 그의 경쟁자인 사르둘 싱의 지지자들을 강력히 탄압하여 많은 지지자들을 투옥했다. 그는 곧 1842년에 사망했고 그의 동생 스와루프 싱이 계승했다. 그는 여러 행정 개혁을 단행하여 재정 상황도 개선되었다. 그는 또한 메와르에서 사티를 폐지했다. 그는 1857년 반란 당시 EIC에 곤경에 처한 유럽인 가족에게 피난처를 제공하고 메와르에서 반란 지지자들을 탄압함으로써 도움을 주었다.
스와루프는 1861년에 사망했고, 당시 미성년자였던 그의 조카 샴부 싱이 그 뒤를 이었다. 영국은 그에게 섭정 정책을 적용하고 섭정 위원회를 임명했다. 이 위원회는 베가르와 어린이 및 여성 매매를 폐지하는 등의 일부 개혁을 가져왔다. 법률 시스템은 서구 시스템과 유사하게 조정되었고 새로운 도로가 건설되었다. 1865년, 영국이 샴부 싱에게 통제권을 다시 넘겨주었을 때, 메와르의 재정 상태는 훨씬 더 좋았다. 그는 1874년 통치 말기까지 지역을 더욱 개혁했다. 1870년 메와르에 새로운 법률이 도입되었다.
우다이푸르국 헌법은 1947년 5월 23일에 채택되었다.

## 행정 구조
1901년 인구 조사 당시, 왕국은 17개의 행정 구역으로 나뉘어 있었는데, 11개의 질라(zila)와 6개의 파르가나(pargana)로 구성되었다. 질라와 파르가나의 차이점은 후자가 더 크고 다시 세분화된다는 것이었다. 또한 28개의 주요 자기르(jagirs)와 2개의 부마트(bhumats)가 있었다. 각 질라는 하킴(hakim)이라는 주 공무원이 관리했으며, 각 테흐실(tehsil, 질라 하위 구역)에는 보조 하킴이 지원했다. 영국 통치 이전에 이 주는 제대로 관리되지 못했다. 1819년 우다이푸르주의 수입은 40만 루피였고 부채는 290만 루피였는데, 이후 영국이 행정을 인계받았다. 영국 요원들의 통치하에서 주 수입은 개선되었고, 1821년에는 80만 루피로, 1899-1900년에는 평균 280만 루피로 증가했다.

### 토지 소유권
주의 주요 토지 소유 형태는 자기르(jagir), 부훔(bhum), 사산(sasan), 칼사(khalsa)였다. 자기르는 민사 또는 정치적 성격의 봉사에 대한 대가로 부여된 토지였다. 자기르 보유자들, 즉 자기르다르(jagirdar)들은 보통 연간 차툰드(chhatund)라는 고정된 공물을 매년 지불했고, 새로운 마하라나 즉위 시에는 나자라나(nazarana)를 지불했다. 자기르다르 사망 시, 후계자가 마하라나에게 인정될 때까지 자기르는 마하라나에게 귀속되었다. 부훔 소유권을 가진 자들은 적은 공물이나 명목상의 지대(bhum barar)를 지불했으며, 지역 봉사에 소집될 수 있었다. 사산(무아피muafi라고도 함) 보유자들은 마하라나에게 지불할 의무가 없었지만 때로는 세금을 징수당했다. 칼사(왕실 토지) 보유자들은 토지 수입을 계속 지불하는 한 소유권을 방해받지 않는 경작자들이었다. 1912년 기준으로, 주 토지 수입의 38%는 칼사 토지에서 나왔고, 나머지는 다른 형태의 소유권에서 나왔다.

## 같이 보기
- 마르와르 왕국
- 라지푸타나
- 메와르 주재관

## 참고 문헌
- Nandini Sinha (1991). 《A Study of the Origin Myths Situating the Guhilas in the History of Mewar (A.D. Seventh to Thirteenth Centuries)》. 《Proceedings of the Indian History Congress》 52 (Indian History Congress). 63–71쪽. JSTOR 44142569.
- Ram Vallabh Somani (1976). 《History of Mewar, from Earliest Times to 1751 A.D.》. Mateshwari. OCLC 2929852.
- Chandra, Satish (2006), 《Medieval India: From Sultanat to the Mughals (1206–1526)》 2, Har-Anand Publications, ISBN 9788124110669
- R. C. Majumdar (1977). 《Ancient India》. Motilal Banarsidass. ISBN 9788120804364.
- D. C. Ganguly (1957). 〈Northern India During The Eleventh and Twelfth Centuries〉.   R. C. Majumdar. 《The Struggle for Empire》. The History and Culture of the Indian People. Bharatiya Vidya Bhavan. OCLC 26241249.
- Krishna Narain Seth (1978). 《The Growth of the Paramara Power in Malwa》. Progress.
- Rima Hooja (2006). 《A history of Rajasthan》 (영어). Rupa & Co. ISBN 9788129108906. OCLC 80362053.
- Freitag, Jason (2009). 《Serving empire, serving nation: James Tod and the Rajputs of Rajasthan》. Leiden: Brill. ISBN 978-90-04-17594-5. 2011년 7월 27일에 확인함.

## 추가 자료
- The Kingdom of Mewar: great struggles and glory of the world's oldest ruling dynasty, by Irmgard Meininger. D.K. Printworld, 2000. ISBN 81-246-0144-5.
- Costumes of the rulers of Mewar: with patterns and construction techniques, by Pushpa Rani Mathur. Abhinav Publications, 1994. ISBN 81-7017-293-4.